# Karl Borsch
Karl Borsch (ur. 1 sierpnia 1959 w Krefeld) – niemiecki duchowny rzymskokatolicki, biskup pomocniczy Akwizgranu od 2004.

## Życiorys
Święcenia kapłańskie otrzymał 26 września 1992 i został inkardynowany do diecezji Akwizgranu. Przez kilka lat pracował jako duszpasterz w parafiach w Hückelhoven. W latach 1996–2002 był sekretarzem biskupim, a następnie przełożonym Kolegium św. Pawła w Bonn, skupiającego księży z diecezji akwizgrańskiej.
21 listopada 2003 papież Jan Paweł II mianował go biskupem pomocniczym diecezji akwizgrańskiej, ze stolicą tytularną Crepedula. Sakry biskupiej udzielił mu bp Heinrich Mussinghoff. W diecezji odpowiadał za m.in. działalność diecezjalnej Caritas, zaś od 2006 jest wikariuszem biskupim ds. instytutów świeckich oraz stowarzyszeń życia apostolskiego.